# Palazzo Richelmy
Il Palazzo Richelmy, detto anche Palazzo dei Portici per il suo caratteristico porticato, è stato un edificio storico di Torino.

## Descrizione storica
Costruito nel XVII secolo da Carlo di Castellamonte in stile Barocco, il palazzo Richelmy è stato un palazzo di Torino,  così chiamato perché casa natale del cardinale Agostino Richelmy. Il suo caratteristico elegante porticato, antistante la piazza San Giovanni e proprio di fronte al Duomo, era lungo 60 metri: per questa caratteristica l'edificio era anche soprannominato Palas dij Pòrti (Palazzo dei Portici).

## Demolizione e costruzione del "Palazzaccio"
Fu demolito il 7 luglio 1937 sotto il regime Fascista per edificare al suo posto degli uffici dell'Amministrazione provinciale in moderno stile Razionalista: tuttavia, il nuovo edificio venne edificato solo negli anni sessanta e divenne sede dell'Ufficio Tecnico dei Lavori Pubblici. Esso fu terminato nel 1965 ed è soprannominato spesso "Palazzaccio" per la dissonanza con il contesto urbanistico e per l'impatto estetico non apprezzato universalmente. 
Con la scomparsa del palazzo originale, tuttavia scomparve anche l'Isola Santa Lucia.